# Terciární lymfatické struktury
Terciární lymfatické struktury (TLOs; anglicky: Tertiary lymphoid structures) jsou mnohdy nazývány také jako terciární lymfoidní orgány (TLOs) nebo ektopické lymfatické tkáně. Terciární lymfatické struktury jsou často spojovány se zánětlivými reakcemi u autoimunitních onemocnění nebo dlouhodobých (chronických) zánětů.

## Charakteristika
Terciární lymfatické struktury jsou nově vzniklé struktury v postnatálním období, které reagují na imunitní systém a potřebu lokální imunitní odpovědi. Vyskytují se v různých stupních organizace. Velmi často mají oddělené T a B buněčné zóny, germinální centra (GCs), síť folikulárních dendritických buněk (FDCs), podpůrné stromální retikulum a venuly s vysokým endotelem (HEVs). Všechny výše popisované znaky jsou shodné se strukturním uspořádáním sekundárních lymfatických orgánů (sleziny, lymfatických uzlin a lymfatických tkání). TLOs ale na rozdíl od sekundárních lymfoidních orgánů nejsou zapouzdřené a postrádají vlastní nezávislou vaskulární síť.
Důležitou roli při vzniku a udržení TLOs hrají podobné molekulární mechanismy jako u sekundárních lymfatických orgánů. Mezi nejdůležitější patří homeostatické chemokiny jako CXCL12, CXCL13, CCL19 a CCL21 a cytokiny – např. LTαβ.

## Vznik a výskyt
TLOs vznikají na periferii tkání lymfatickou neogenezí. Jejich vývoj je zahájen v zanícených tkáních v důsledku autoimunitního onemocnění (např. roztroušená skleróza), infekčních onemocnění (např. virová infekce v plicích) nebo chronických zánětů (např. rejekce štěpu).
Rozdíl mezi terciárními a sekundárnímy lymfatickými strukturami je v čase jejich založení a vzniku. Sekundární lymfatické orgány jsou definovány již v prenatálním období nebo velmi časném postnatálním období, kdežto TLOs jsou velice plastické, odpovídají na aktuální imunitní stav organismu a vznikají až v postnatálním období. Významný rozdíl je, že vznik TLOs je indukovaný až zánětlivou reakcí, která reaguje na určitý antigen nebo patogen.

## Význam terciárních lymfatických struktur
Předpokládá se, že TLOs slouží k lokálnímu zesílení již nastavené imunitní odpovědi. Vzhledem k tomu, že je jejich vznik indukovaný, mají předpoklad geneze v jakékoliv tkáni v bezprostřední blízkosti zánětu. Tato schopnost je považována za velkou výhodu TLOs, protože mohou zprostředkovávat rychlejší a efektivnější cílenou imunitní odpověď.
Vliv výskytu TLOs u jednotlivých onemocnění a zánětů je velice rozdílný a protichůdný. Jak již bylo řečeno, TLOs pouze zesilují již nastavenou imunitní odpověď, a proto jejich přítomnost může být pro organismus velkou nevýhodou a podporovat patogenezi onemocnění, nebo naopak výhodou a podporovat reparaci tkání a odeznění zánětu.

### Vliv TLOs při transplantaci
Na transplantaci orgánů lze ukázat rozdílnost vlivu TLOs. Neogeneze TLOs je u transplantace podpořena vyšším množstvím antigenů v daném místě. V některých případech bylo formování TLOs spojeno s aloreaktivitou a odmítnutím štěpu. Vznik TLOs je obecně primárně spojován s lokální lymfatickou aktivací a rejekcí transplantátu. Jiné studie však naproti tomu ukazují, že TLOs mohou přijetí transplantátu podporovat a zvyšovat toleranci.